# 高蕾
高蕾（1981年10月—），中国作家、纪录片编导，出生于山西大同。其出版著作包括《有风的日子》、《声音与碎影》，纪录片作品曾获“中国纪录片学术奖”及“中国广播电视新闻奖”等奖项。自1990年起开始文学创作，已发表作品百万字。